# Décès en 1362
Décès
- 1358
- 1359
- 1360
- 1361
- 1362
- 1363
- 1364
- 1365
- 1366

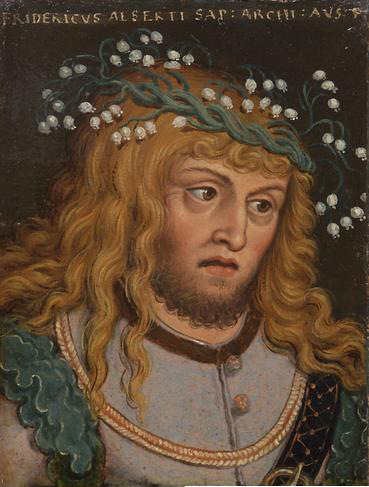
Frédéric III d'Autriche, mort en 1362.

Cette page dresse une liste de personnalités mortes au cours de l'année 1362 :
- 25 février : Jean II de Chalon-Arlay, vicomte de Besançon, seigneur d'Arlay (Maison de Chalon-Arlay), d'Argue, de Cuiseaux, de Jarnac et Châteauneuf.
- 28 mars : Nicolás Rossell, cardinal espagnol.
- 6 avril : Jacques Ier de Bourbon-La Marche, comte de la Marche, comte de Ponthieu et connétable de France.
- 15 mai : Guillaume Bertrand, évêque de Soissons.
- 26 mai : Louis de Tarente, roi de Naples.
- 11 juillet : Anne de Schweidnitz, impératrice du Saint-Empire, reine de Germanie et de Bohême et comtesse de Luxembourg.
- 17 juillet : Albert II d'Anhalt-Zerbst, prince allemand de la maison d'Ascanie, souverain de la principauté d'Anhalt-Zerbst.
- 22 juillet : Jacques de Deaux, évêque de Montauban puis de Gap.
- 7 septembre : 
  - Jean Germain, évêque de Chalon-sur-Saône, puis évêque d'Auxerre.
  - Jeanne d'Angleterre, ou Jeanne de la Tour, reine d'Écosse.
- 12 septembre : Innocent VI, né Étienne Aubert, évêque de Noyon et évêque de Clermont, puis pape à Avignon.
- 29 novembre : Roberto Alidosi,  seigneur d'Imola, avec le titre de vicaire pontifical, nommé capitaine des armées pontificales.
- 10 décembre : Frédéric III d'Autriche, duc d'Autriche.

- Alain, évêque de Tréguier.
- Al-Mu'tadid Ier, ou Abû al-Fath Abû Bakr al-Mu`tadid bi-llah, premier du nom dans la dynastie des califes abbassides du Caire.
- Pierre Bersuire, moine bénédictin et écrivain français.
- Simone Boccanegra, premier doge de Gênes.
- Constantin V d'Arménie, roi d'Arménie.
- Berenguer de Cruïlles, évêque de Gérone et premier président de la Généralité de Catalogne.
- Paul de Deaux, évêque de Nîmes.
- Jean III de Trébizonde, empereur de Trébizonde.
- Mohammed VI al-Ahmar, ou Abû `Abd Allâh al-'Ahmar al-Ghâlib Mohammed VI ben Ismâ`îl, dixième émir nasride de Grenade.
- Giovanni Sanudo, sixième duc de Naxos.

- 1362 ou 1363 :
- Gherardello da Firenze, compositeur italien (° vers 1320).

## Crédit d'auteurs
- Cet article est partiellement ou en totalité issu de l'article intitulé « 1362 » (voir la liste des auteurs).